# Fabio Fortuna
Fabio Fortuna (Roma, 22 gennaio 1960) è un economista italiano, rettore dell'Università degli Studi "Niccolò Cusano" dal 2013.

## Biografia
Conseguita la maturità classica nel 1978, nel 1982 si è laureato con lode in Economia e Commercio presso l'Università "La Sapienza" di Roma. È divenuto poi revisore legale della Ragioneria generale dello Stato nel 1999. Negli anni ottanta e novanta ha insegnato presso gli istituti tecnici commerciali e ha iniziato a collaborare con l'Università degli Studi di Roma Tor Vergata. 
Nel 2004 è diventato professore associato di Economia aziendale presso l'Università degli Studi "Gabriele d'Annunzio" di Chieti e nel 2007 ordinario presso l'Università telematica Niccolò Cusano: l'anno successivo è preside della facoltà di Economia e dal 2013 rettore dell'ateneo, che nel frattempo aveva assunto la denominazione ufficiale di "Università degli Studi Niccolò Cusano, Telematica - Roma". Dal 2008 è anche docente a contratto di Contabilità e bilancio, di Revisione aziendale e di Principi contabili internazionali presso la Libera università internazionale degli studi sociali Guido Carli (Luiss). Interviene in alcune trasmissioni televisive in qualità di esperto di economia e finanza.

## Opere
- Corporate governance. Soggetti, modelli e sistemi, Franco Angeli, 2001, ISBN 9788846435095.
- I derivati sui crediti nell'economia e nel bilancio delle banche, Franco Angeli, 2002, ISBN 9788846441201.
- Il segmental reporting nel processo informativo d'impresa, Franco Angeli, 2004, ISBN 9788846459558.
- Effetti di Basilea 2 sull'economia di banche e imprese, Franco Angeli, 2005, ISBN 9788846466945.
- L'informativa sui rischi nelle banche, Franco Angeli, 2010, ISBN 9788856832501.
- La corporate governance nell'esperienza nazionale e internazionale. Aspetti comparativi e profili evolutivi, Il Mulino, 2010, ISBN 9788815139184.

## Riconoscimenti
- 2019 - OPES Premio Città di Roma categoria Scuola e Università[4]
- 2018 - ANP-Lazio Premio Romei categoria Scuola Università[5][6]